# Dyer (Indiana)
Dyer és una població dels Estats Units a l'estat d'Indiana. Segons el cens del 2000 tenia 13.895 habitants.

## Demografia
Segons el cens del 2000, Dyer tenia 13.895 habitants, 4.805 habitatges, i 3.863 famílies. La densitat de població era de 900,1 habitants/km².
Dels 4.805 habitatges en un 38,5% hi vivien nens de menys de 18 anys, en un 70,6% hi vivien parelles casades, en un 7,2% dones solteres, i en un 19,6% no eren unitats familiars. En el 16,4% dels habitatges hi vivien persones soles el 6,1% de les quals corresponia a persones de 65 anys o més que vivien soles. El nombre mitjà de persones vivint en cada habitatge era de 2,82 i el nombre mitjà de persones que vivien en cada família era de 3,19.
Per edats la població es repartia de la següent manera: un 26,1% tenia menys de 18 anys, un 7,7% entre 18 i 24, un 28,2% entre 25 i 44, un 25,9% de 45 a 60 i un 12,1% 65 anys o més.
L'edat mediana era de 38 anys. Per cada 100 dones de 18 o més anys hi havia 90,5 homes.
La renda mediana per habitatge era de 63.045$ i la renda mediana per família de 68.716$. Els homes tenien una renda mediana de 51.604$ mentre que les dones 32.427$. La renda per capita de la població era de 27.390$. Entorn del 2,5% de les famílies i el 3,4% de la població estaven per davall del llindar de pobresa.

## Poblacions més properes
El següent diagrama mostra les poblacions més properes.